# Wessexkulturen

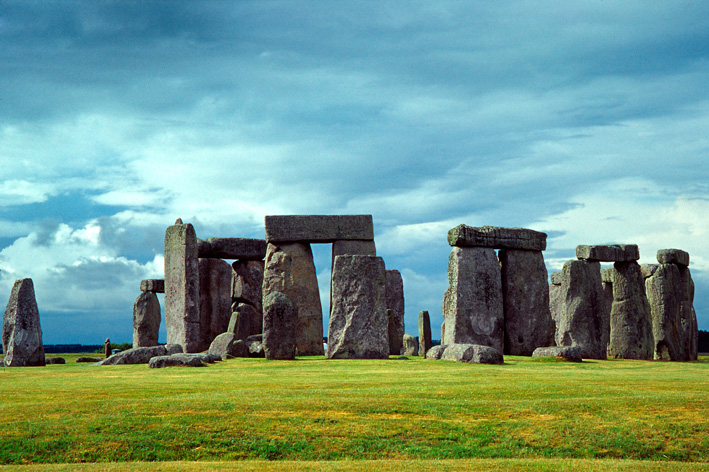
Stonehenge

Wessexkulturen var en rik bronsålderskultur (ca 2.000-1.400 f.Kr.) i landskapet Wessex i England.
Man antar att Wessexkulturen har behärskat distributionen av koppar och guld från Irland. Man känner inga boplatser men tusentals gravhögar varibland ett hundratal rika hövdingagravar, till exempel Bush Barrow, med föremål av guld och bärnsten liksom koppardolkar med träskaft prydda med små guldstift och från Uneticekulturen importerade bronsföremål. Korgformade guldörhängen och blå fajanspärlor är kanske importerade från Egypten men de kan även vara en biprodukt i samband med Wessexkulturens egen kopparframställning. Wessexkulturens människor anses ha genomfört resandet av de 30 monoliterna vid Stonehenge. Wessexkulturen härskade under tiden då stora delar av Stonehenge-monumentet byggdes om.
Wessexkulturen har tidigare kopplats samman med mykensk kultur men började sin blomstring före denna. Kulturen har sannolikt haft handelsutbyte med mykenska kulturen. 